# Roubaix – Charles-de-Gaulle
Roubaix – Charles-de-Gaulle – stacja metra w Lille, położona na linii 2. Znajduje się w miejscowości Roubaix, w dzielnicy Épeule - Trichon.
Została oficjalnie otwarta 18 sierpnia 1999.